# 古蒂耶尔
古蒂耶尔（法語：Gouttières，法語發音：[ɡutjɛʁ]）是法国多姆山省的一个市镇，属于里永区。

## 地理
古蒂耶尔（46°3'45"N, 2°46'9"E）面积25.63 平方千米，位于法国奥弗涅-罗讷-阿尔卑斯大区多姆山省，该省份为法国中南部省份，北起阿列省接壤，东临卢瓦尔省，南至上盧瓦爾省和康塔爾省，西接科雷兹省和克勒兹省。
与古蒂耶尔接壤的市镇（或旧市镇、城区）包括：拉塞莱特、勒卡尔捷、圣克里斯蒂娜、奥弗涅地区圣热尔韦、圣瑞利安拉热内斯特、圣普列斯特德尚、泰耶、圣迈涅。

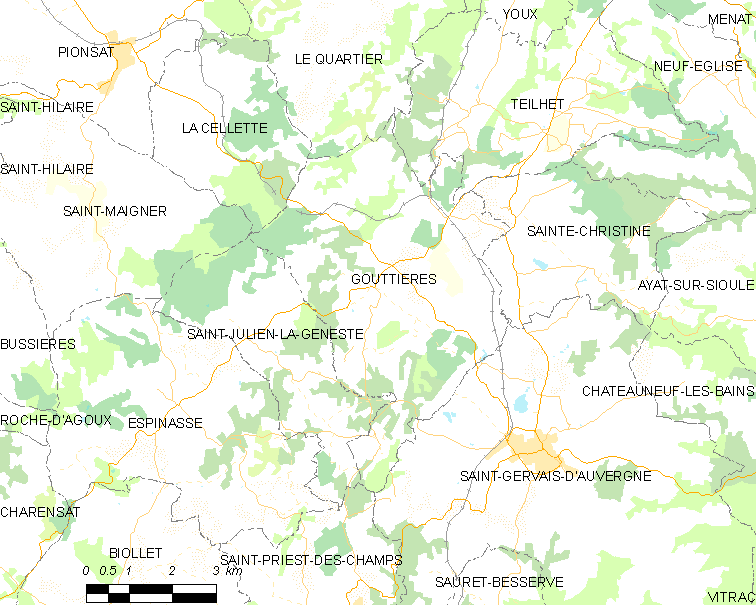
古蒂耶尔的OSM定位图

古蒂耶尔的时区为UTC+01:00、UTC+02:00（夏令时）。

## 行政
古蒂耶尔的邮政编码为63390，INSEE市镇编码为63171。

## 政治
古蒂耶尔所属的省级选区为圣埃卢瓦莱米讷县。

## 人口

1962-2008年间古蒂耶尔人口变化图示

古蒂耶尔于2022年1月1日时的人口数量为310人。